# The O.C. (wrestling)
The O.C, inizialmente conosciuto come The Club, è stata una stable di wrestling attiva in WWE dal 2022 al 2024, composta da AJ Styles, Karl Anderson, Luke Gallows e Michin.
Il gruppo trae ispirazione dal Bullet Club, stable della New Japan Pro-Wrestling di cui i tre componenti avevano già fatto parte in passato.

## Antefatto
Il 5 gennaio 2016 la WWE ha annunciato che Styles, Anderson e Gallows erano in procinto di lasciare la New Japan Pro-Wrestling per passare alla WWE; Hankinson aveva già lottato nella federazione di Stamford tra il 2006 e il 2009, interpretando le gimmick di Festus e Luke Gallows.
Styles ha fatto il suo debutto il 24 gennaio 2016, al pay-per-view Royal Rumble, durante il Royal Rumble match con in palio il WWE World Heavyweight Championship di Roman Reigns; Styles è entrato nella rissa reale come terzo partecipante ed è stato eliminato da Kevin Owens dopo 27 minuti e 48 secondi di permanenza sul ring.
Nella puntata di Raw dell'11 aprile 2016 Anderson e Gallows debuttarono come tag team, attaccando i gemelli Uso al termine di un match contro i Social Outcasts.

## Storia

### Varie faide (2016)
Nell'aprile del 2016 la WWE ha iniziato a piantare i semi per una possibile alleanza tra i tre ex-membri del Bullet Club, quando Gallows e Anderson hanno attaccato sul ring il rivale di AJ Styles, il WWE World Heavyweight Champion Roman Reigns, sebbene Styles non sembrasse apprezzare il loro aiuto. Gallows e Anderson hanno lottato insieme nella puntata di Raw del 25 aprile, sconfiggendo gli Usos. I due hanno continuato a dare segni di aver riformato un'alleanza con Styles, che hanno aiutato nel fronteggiare Reigns e gli Usos, incluso a Payback, dove però Styles non è riuscito a conquistare il WWE World Heavyweight Championship. Tutto ciò ha portato a una faida tra il trio di Styles, Gallows e Anderson e quello di Reigns e gli Usos: dopo che il trio di Styles ha sconfitto quello di Reigns nella puntata di Raw del 2 maggio Gallows e Anderson volevano che Styles colpisse Reigns con una sedia, ma questi ha rifiutato, portando gli stessi Usos ad attaccarlo con la sedia, prima che Styles riuscisse ad avere la meglio, venendo però furiosamente attaccato da Reigns dopo aver visto Styles colpire gli Usos con la sedia. Styles, Gallows e Anderson hanno subìto la loro prima sconfitta come trio in WWE durante la puntata di SmackDown del 5 maggio in cui Reigns ha ottenuto lo schienamento vincente ai danni di Anderson. Nella puntata di Raw del 9 maggio Styles, Gallows e Anderson sono stati nominati con il nome di "The Club" e hanno nuovamente affrontato Reigns e gli Usos, questa volta in un six-man elimination tag team match che li ha visti perdere per squalifica. Gallows e Anderson hanno affrontato gli Usos nella puntata di SmackDown del 12 maggio e hanno perso il match per squalifica, ma hanno avuto la meglio in una rissa al termine del match senza che Styles o Reigns intervenissero. Nella puntata di Raw del 16 maggio Gallows e Anderson hanno subìto la loro prima sconfitta per schienamento come tag team quando gli Usos li hanno sconfitti, ottenendo tuttavia la loro rivincita a Extreme Rules, dove Gallows e Anderson hanno sconfitto gli Usos in un tornado tag team match, mentre Styles ha perso l'Extreme Rules match contro Reigns. La sera seguente a Raw Styles ha detto a Gallows e Anderson che dovrebbero andare ognuno per conto proprio e rimanere amici, ma Gallows e Anderson hanno rifiutato e apparentemente concluso la loro alleanza con Styles.
Nella puntata di Raw del 30 maggio Styles ha avuto un confronto verbale con il rientrante John Cena, ma i due sono stati interrotti da Gallows e Anderson: Styles, che sembrava essere dalla parte di Cena, lo ha invece attaccato alle spalle furiosamente, diventando ufficialmente heel e riformando il Club. Ciò ha portato a un match tra Styles e Cena a Money in the Bank, mentre Gallows e Anderson hanno mostrato il loro interesse per il WWE Tag Team Championship, che però non sono riusciti a conquistare contro gli allori campioni del New Day, i Vaudevillains e di Enzo e Big Cass in un Fatal 4-way tag team match, mentre Styles è riuscito a sconfiggere Cena in un match singolo grazie all'aiuto di Gallows e Anderson. Il Club avrebbe continuato ad attaccare Cena nelle settimane seguenti fino alla puntata di Raw del 4 luglio, quando Enzo Amore e Big Cass sono intervenuti per aiutare Cena, portando i sei ad affrontarsi a Battleground, dove il Club è stato sconfitto quando Cena ha schienato Styles in quella che è stata la loro ultima sera come trio: Durante la draft-lottery Styles è stato scelto da SmackDown, mentre Gallows e Anderson sono passati a Raw.

### Reunion (2019–2020)
Nella puntata di Raw del 1º luglio 2019 AJ Styles ha affrontato Ricochet per lo United States Championship ma è stato sconfitto; al termine dell'incontro, tuttavia, Styles ha effettuato un turn heel attaccando brutalmente Ricochet assieme a Gallows e Anderson, con i quali poi ha riformato ufficialmente il Club. Il 14 luglio, a Extreme Rules, Styles ha sconfitto Ricochet conquistando lo United States Championship per la terza volta. Nella puntata di Raw del 15 luglio il Club ha sconfitto i Lucha House Party. Nella puntata speciale Raw Reunion del 22 luglio il trio è stato rinominato The O.C. (acronimo di The Original Club) e, quella sera, ha avuto un confronto con la D-Generation X. Nella puntata di Raw del 29 luglio Gallows e Anderson hanno riconquistato il Raw Tag Team Championship per la seconda volta sconfiggendo i Revival in un Triple Threat match che comprendeva anche gli Usos. Nella puntata di Raw del 5 agosto l'O.C. ha sconfitto Ricochet e Big E e Xavier Woods del New Day. Nella puntata di Raw del 19 agosto Gallows e Anderson hanno perso i titoli contro Braun Strowman e Seth Rollins dopo 21 giorni di regno. Il 31 ottobre, a Crown Jewel, Gallows e Anderson hanno vinto un Tag Team Turmoil match eliminando per ultimi i Raw Tag Team Champions The Viking Raiders, vincendo la WWE Tag Team World Cup. Nella puntata di Raw del 25 novembre Styles ha perso lo United States Championship contro Rey Mysterio dopo 134 giorni di regno. Nella puntata di Raw del 2 dicembre l'O.C. ha sconfitto Humberto Carrillo, Ricochet e Rey Mysterio. Il 15 dicembre, a TLC: Tables, Ladders & Chairs, Gallows e Anderson hanno risposto alla Open Challenge dei Viking Raiders per il Raw Tag Team Championship ma il match è terminato in doppio count-out. Nella puntata di Raw del 16 dicembre Gallows e Anderson hanno sconfitto i Viking Raiders in un match non titolato. Nella puntata di Raw del 23 dicembre l'O.C. ha sconfitto i Viking Raiders e Randy Orton. Il 27 febbraio, nel Kick-off di Super ShowDown, Gallows ed Anderson hanno sconfitto i Viking Raiders, mentre Styles ha partecipato ad un Gauntlet match per il Tuwaiq Trophy ma è stato eliminato per ultimo da The Undertaker.
Il 15 aprile 2020 la WWE ha comunicato ufficialmente il licenziamento di Anderson e Gallows.

### Seconda reunion (2022–2024)
Dopo un'assenza di due anni Gallows e Anderson tornarono in WWE nell'episodio di Raw del 10 ottobre 2022 dove si riunirono insieme a Styles per aiutare quest'ultimo contro il Judgment Day, stable formata da Finn Bàlor, Damian Priest, Rhea Ripley e Dominik Mysterio.

## Critiche
La gestione dell'O.C. da parte della WWE è stata criticata da molti fan e addetti ai lavori. Nel maggio del 2016 Dave Meltzer del Wrestling Observer Newsletter ha accusato la WWE di aver copiato l'idea del Bullet Club dalla New Japan Pro-Wrestling; Meltzer ha inoltre affermato che la situazione era analoga a quella che si sarebbe verificata se negli anni novanta la WWE avesse preso Arn Anderson, James J. Dillon e Tully Blanchard dei Four Horseman e avesse creato la propria versione della stable senza Ric Flair.
Jake Barnett del sito Pro Wrestling Dot Net ha invece criticato la WWE per come ha gestito la rivalità tra l'O.C. e Roman Reigns; Barnett ha affermato che Luke Gallows e Karl Anderson erano stati utilizzati solo per mandare over Reigns, ma quest'ultimo non avrebbe guadagnato nulla dal battere una coppia che non era mai stata costruita come una seria minaccia per lui.

## Nel wrestling

### Mosse finali in singolo
- AJ Styles
  - Calf Crusher (Calf slicer)[31]
  - Phenomenal Forearm[32] (Springboard forearm smash)[33]
  - Styles Clash (Belly to back inverted mat slam,[34] a volte dalla seconda corda)[35]
- Luke Gallows
  - Fireman's carry flapjack[36]
- Karl Anderson
  - Jumping cutter[37]
  - Gun Stun (Spinebuster)

### Mosse finali in coppia
Luke Gallows e Karl Anderson
- Magic Killer (Aided swinging neckbreaker)[38][39][40][41]